# Liste der Stolpersteine in Møre og Romsdal
Die Liste der Stolpersteine in Møre og Romsdal listet alle Stolpersteine in der norwegischen Provinz Møre og Romsdal auf. Stolpersteine erinnern an das Schicksal der Menschen, die von den Nationalsozialisten ermordet, deportiert, vertrieben oder in den Suizid getrieben wurden. Die Stolpersteine wurden vom Kölner Künstler Gunter Demnig konzipiert und werden im Regelfall von ihm selbst verlegt. Meistens liegen die Stolpersteine vor dem letzten selbstgewählten Wohnort des Opfers.

## Verlegte Stolpersteine

### Kristiansund
In Kristiansund wurden 18 Stolpersteine an vier Adressen verlegt.
| Stolperstein | Übersetzung | Verlegeort            | Name, Leben                 |
| --- | --- | --------------------- | --------------------------- |
| Bild gesucht Der Benutzer GeorgDerReisende ( Diskussion ) wünscht sich an dieser Stelle ein Bild vom Ort mit diesen Koordinaten 63.111864 7.729327 . Motiv: Stolpersteine für Familie Borøchstein Falls du dabei helfen möchtest, erklärt die Anleitung , wie das geht. BW | HIER ARBEITETE ABRAHAM LEISER BORØCHSTEIN GEBOREN 1892 DEPORTIERT 1942 AUSCHWITZ ERMORDET 1.4.1943                         | Nedre Enggate 21 ·    | Abraham Leiser Borøchstein  |
| Bild gesucht Der Benutzer GeorgDerReisende ( Diskussion ) wünscht sich an dieser Stelle ein Bild vom Ort mit diesen Koordinaten 63.111864 7.729327 . Motiv: Stolpersteine für Familie Borøchstein Falls du dabei helfen möchtest, erklärt die Anleitung , wie das geht. BW | IN HOEL AUF AVERØY WOHNTE JULIUS ISAK BORØCHSTEIN GEBOREN 1937 DEPORTIERT 1943 AUSCHWITZ ERMORDET 3.3.1943                 | Nedre Enggate 21 ·    | Julius Isak Borøchstein     |
| Bild gesucht Der Benutzer GeorgDerReisende ( Diskussion ) wünscht sich an dieser Stelle ein Bild vom Ort mit diesen Koordinaten 63.111864 7.729327 . Motiv: Stolpersteine für Familie Borøchstein Falls du dabei helfen möchtest, erklärt die Anleitung , wie das geht. BW | IN HOEL AUF AVERØY WOHNTE LEOPOLD MOSES BORØCHSTEIN GEBOREN 1932 DEPORTIERT 1943 AUSCHWITZ ERMORDET 3.3.1943               | Nedre Enggate 21 ·    | Leopold Moses Borøchstein   |
| Bild gesucht Der Benutzer GeorgDerReisende ( Diskussion ) wünscht sich an dieser Stelle ein Bild vom Ort mit diesen Koordinaten 63.111864 7.729327 . Motiv: Stolpersteine für Familie Borøchstein Falls du dabei helfen möchtest, erklärt die Anleitung , wie das geht. BW | IN HOEL AUF AVERØY WOHNTE MASCHA MARIJASA BORØCHSTEIN GEB. GOCHIN GEBOREN 1910 DEPORTIERT 1943 AUSCHWITZ ERMORDET 3.3.1943 | Nedre Enggate 21 ·    | Mascha Marijasa Borøchstein |
| Bild gesucht Der Benutzer GeorgDerReisende ( Diskussion ) wünscht sich an dieser Stelle ein Bild vom Ort mit diesen Koordinaten 63.111864 7.729327 . Motiv: Stolpersteine für Familie Borøchstein Falls du dabei helfen möchtest, erklärt die Anleitung , wie das geht. BW | IN HOEL AUF AVERØY WOHNTE PHILLIP NATHAN BORØCHSTEIN GEBOREN 1930 DEPORTIERT 1943 AUSCHWITZ ERMORDET 3.3.1943              | Nedre Enggate 21 ·    | Phillip Nathan Borøchstein  |
| Bild gesucht Der Benutzer GeorgDerReisende ( Diskussion ) wünscht sich an dieser Stelle ein Bild vom Ort mit diesen Koordinaten 63.111864 7.729327 . Motiv: Stolpersteine für Familie Borøchstein Falls du dabei helfen möchtest, erklärt die Anleitung , wie das geht. BW | IN HOEL AUF AVERØY WOHNTE ROSA BORØCHSTEIN GEBOREN 1930 DEPORTIERT 1943 AUSCHWITZ ERMORDET 3.3.1943                        | Nedre Enggate 21 ·    | Rosa Borøchstein            |
| Bild gesucht Der Benutzer GeorgDerReisende ( Diskussion ) wünscht sich an dieser Stelle ein Bild vom Ort mit diesen Koordinaten 63.111864 7.729327 . Motiv: Stolpersteine für Familie Borøchstein Falls du dabei helfen möchtest, erklärt die Anleitung , wie das geht. BW | IN HOEL AUF AVERØY WOHNTE SONJA HENNIE BORØCHSTEIN GEBOREN 1936 DEPORTIERT 1943 AUSCHWITZ ERMORDET 3.3.1943                | Nedre Enggate 21 ·    | Sonja Hennie Borøchstein    |
| Bild gesucht Der Benutzer GeorgDerReisende ( Diskussion ) wünscht sich an dieser Stelle ein Bild vom Ort mit diesen Koordinaten 63.116486 7.729062 . Motiv: Stolpersteine für Familie Fischer Falls du dabei helfen möchtest, erklärt die Anleitung , wie das geht. BW     | HIER WOHNTE EMANUEL FISCHER GEBOREN 1923 DEPORTIERT 1942 AUSCHWITZ ERMORDET 8.2.1943                                       | Ole Jullums gate 17 · | Emanuel Fischer             |
| Bild gesucht Der Benutzer GeorgDerReisende ( Diskussion ) wünscht sich an dieser Stelle ein Bild vom Ort mit diesen Koordinaten 63.116486 7.729062 . Motiv: Stolpersteine für Familie Fischer Falls du dabei helfen möchtest, erklärt die Anleitung , wie das geht. BW     | HIER WOHNTE GUSTA FISCHER GEB. BERMANN GEBOREN 1893 DEPORTIERT 1943 AUSCHWITZ ERMORDET 3.3.1943                            | Ole Jullums gate 17 · | Gusta Fischer               |
| Bild gesucht Der Benutzer GeorgDerReisende ( Diskussion ) wünscht sich an dieser Stelle ein Bild vom Ort mit diesen Koordinaten 63.116486 7.729062 . Motiv: Stolpersteine für Familie Fischer Falls du dabei helfen möchtest, erklärt die Anleitung , wie das geht. BW     | HIER WOHNTE HERMANN FISCHER GEBOREN 1893 DEPORTIERT 1942 AUSCHWITZ ERMORDET 1.2.1943                                       | Ole Jullums gate 17 · | Hermann Fischer             |
| Bild gesucht Der Benutzer GeorgDerReisende ( Diskussion ) wünscht sich an dieser Stelle ein Bild vom Ort mit diesen Koordinaten 63.116486 7.729062 . Motiv: Stolpersteine für Familie Fischer Falls du dabei helfen möchtest, erklärt die Anleitung , wie das geht. BW     | HIER WOHNTE JUDITH FISCHER GEBOREN 1930 DEPORTIERT 1943 AUSCHWITZ ERMORDET 3.3.1943                                        | Ole Jullums gate 17 · | Judith Fischer              |
| Bild gesucht Der Benutzer GeorgDerReisende ( Diskussion ) wünscht sich an dieser Stelle ein Bild vom Ort mit diesen Koordinaten 63.116486 7.729062 . Motiv: Stolpersteine für Familie Fischer Falls du dabei helfen möchtest, erklärt die Anleitung , wie das geht. BW     | HIER WOHNTE RUTH FISCHER GEBOREN 1931 DEPORTIERT 1943 AUSCHWITZ ERMORDET 3.3.1943                                          | Ole Jullums gate 17 · | Ruth Fischer                |
| Bild gesucht Der Benutzer GeorgDerReisende ( Diskussion ) wünscht sich an dieser Stelle ein Bild vom Ort mit diesen Koordinaten 63.116486 7.729062 . Motiv: Stolpersteine für Familie Fischer Falls du dabei helfen möchtest, erklärt die Anleitung , wie das geht. BW     | HIER WOHNTE THEODOR FISCHER GEBOREN 1937 DEPORTIERT 1942 AUSCHWITZ ERMORDET 3.3.1943                                       | Ole Jullums gate 17 · | Theodor Fischer             |
| Bild gesucht Der Benutzer GeorgDerReisende ( Diskussion ) wünscht sich an dieser Stelle ein Bild vom Ort mit diesen Koordinaten 63.109691 7.722167 . Motiv: Stolperstein für Sara Granstein Falls du dabei helfen möchtest, erklärt die Anleitung , wie das geht. BW       | HIER WOHNTE SARA GRANSTEIN GEB. BORØCHSTEIN GEBOREN 1894 DEPORTIERT 1943 AUSCHWITZ ERMORDET 3.3.1943                       | Fløyveien 13 ·        | Sara Granstein              |
| Bild gesucht Der Benutzer GeorgDerReisende ( Diskussion ) wünscht sich an dieser Stelle ein Bild vom Ort mit diesen Koordinaten 63.111917 7.731047 . Motiv: Stolpersteine für Familie Hirsch Falls du dabei helfen möchtest, erklärt die Anleitung , wie das geht. BW      | HIER LEBTE BIS 1940 ESTHER HIRSCH GEBOREN 1905 DEPORTIERT 1943 AUSCHWITZ ERMORDET 3.3.1943                                 | Hauggata 14 ·         | Esther Hirsch               |
| Bild gesucht Der Benutzer GeorgDerReisende ( Diskussion ) wünscht sich an dieser Stelle ein Bild vom Ort mit diesen Koordinaten 63.111917 7.731047 . Motiv: Stolpersteine für Familie Hirsch Falls du dabei helfen möchtest, erklärt die Anleitung , wie das geht. BW      | HIER LEBTE BIS 1940 FRIDA HIRSCH GEB. DUBLINSKY GEBOREN 1868 DEPORTIERT 1943 AUSCHWITZ ERMORDET 3.3.1943                   | Hauggata 14 ·         | Frida Hirsch                |
| Bild gesucht Der Benutzer GeorgDerReisende ( Diskussion ) wünscht sich an dieser Stelle ein Bild vom Ort mit diesen Koordinaten 63.111917 7.731047 . Motiv: Stolpersteine für Familie Hirsch Falls du dabei helfen möchtest, erklärt die Anleitung , wie das geht. BW      | HIER LEBTE BIS 1940 JACOB JOEL HIRSCH GEBOREN 1866 DEPORTIERT 1943 AUSCHWITZ ERMORDET 3.3.1943                             | Hauggata 14 ·         | Jacob Joel Hirsch           |
| Bild gesucht Der Benutzer GeorgDerReisende ( Diskussion ) wünscht sich an dieser Stelle ein Bild vom Ort mit diesen Koordinaten 63.111917 7.731047 . Motiv: Stolpersteine für Familie Hirsch Falls du dabei helfen möchtest, erklärt die Anleitung , wie das geht. BW      | HIER LEBTE BIS 1940 ROLFF WOLF HIRSCH GEBOREN 1897 DEPORTIERT 1942 AUSCHWITZ ERMORDET                                      | Hauggata 14 ·         | Rolff Wolf Hirsch           |

### Molde
In Nesjestranda, einer Siedlung in der Kommune Molde, wurden vier Stolpersteine an einer Adresse verlegt.
| Stolperstein | Übersetzung                                                                                              | Verlegeort      | Name, Leben      |
| --- | --- | --------------- | ---------------- |
| Bild gesucht Der Benutzer GeorgDerReisende ( Diskussion ) wünscht sich an dieser Stelle ein Bild vom Ort mit diesen Koordinaten 62.714728 7.426531 . Motiv: Stolperstein für Falls du dabei helfen möchtest, erklärt die Anleitung , wie das geht. BW | IN NESJESTRANDA WOHNTE NORA LUSTIG GEB. WEINREB GEBOREN 1899 DEPORTIERT 1943 AUSCHWITZ ERMORDET 3.3.1943 | Skårabakken 3 · | Nora Lustig      |
| Bild gesucht Der Benutzer GeorgDerReisende ( Diskussion ) wünscht sich an dieser Stelle ein Bild vom Ort mit diesen Koordinaten 62.714728 7.426531 . Motiv: Stolperstein für Falls du dabei helfen möchtest, erklärt die Anleitung , wie das geht. BW | IN NESJESTRANDA WOHNTE TIBOR TAGLICHT GEBOREN 1929 DEPORTIERT 1943 AUSCHWITZ ERMORDET 3.3.1943           | Skårabakken 3 · | Tibor Taglicht   |
| Bild gesucht Der Benutzer GeorgDerReisende ( Diskussion ) wünscht sich an dieser Stelle ein Bild vom Ort mit diesen Koordinaten 62.714728 7.426531 . Motiv: Stolperstein für Falls du dabei helfen möchtest, erklärt die Anleitung , wie das geht. BW | IN NESJESTRANDA WOHNTE VERA TAGLICHT GEBOREN 1932 DEPORTIERT 1943 AUSCHWITZ ERMORDET 3.3.1943            | Skårabakken 3 · | Vera Taglicht    |
| Bild gesucht Der Benutzer GeorgDerReisende ( Diskussion ) wünscht sich an dieser Stelle ein Bild vom Ort mit diesen Koordinaten 62.714728 7.426531 . Motiv: Stolperstein für Falls du dabei helfen möchtest, erklärt die Anleitung , wie das geht. BW | IN NESJESTRANDA WOHNTE ROBERT WEINSTEIN GEBOREN 1901 DEPORTIERT 1943 AUSCHWITZ ERMORDET 7.8.1943         | Skårabakken 3 · | Robert Weinstein |

### Sunndalsøra
In Sunndalsøra wurde ein Stolperstein verlegt. 
| Stolperstein | Übersetzung                                                                                    | Verlegeort                 | Name, Leben |
| --- | ---------------------------------------------------------------------------------------------- | -------------------------- | ----------- |
| Bild gesucht Der Benutzer GeorgDerReisende ( Diskussion ) wünscht sich an dieser Stelle ein Bild vom Ort mit diesen Koordinaten 62.673941 8.562582 . Motiv: Stolperstein für David Glick Falls du dabei helfen möchtest, erklärt die Anleitung , wie das geht. BW | IN SUNNDALSØRA ARBEITETE DAVID GLICK GEBOREN 1907 DEPORTIERT 1942 AUSCHWITZ ERMORDET 22.1.1943 | Auragata 2 · Sunndalsøra · | David Glick |

### Volda
In Volda wurde ein Stolperstein verlegt.
| Stolperstein | Übersetzung                                                                                      | Verlegeort     | Name, Leben |
| ------------ | ------------------------------------------------------------------------------------------------ | -------------- | --- |
|              | HIER STUDIERTE ABRAHAM BERNHARD MAHLER GEBOREN 1920 DEPORTIERT 1942 AUSCHWITZ TODESTAG UNBEKANNT | Rådhusgata 2 · | Abraham Bernhard Mahler wurde 1920 geboren. Er wurde 1942 nach Auschwitz deportiert und dort ermordet. Der Todestag ist unbekannt. |

### Ålesund
In Ålesund wurden vier Stolpersteine an einer Adresse verlegt.
| Stolperstein | Übersetzung                                                                                   | Verlegeort                  | Name, Leben |
| --- | --------------------------------------------------------------------------------------------- | --------------------------- | --- |
| Bild gesucht Der Benutzer GeorgDerReisende ( Diskussion ) wünscht sich an dieser Stelle ein Bild vom Ort mit diesen Koordinaten 62.471964 6.157401 . Motiv: Stolpersteine für Familie Steinfeld Falls du dabei helfen möchtest, erklärt die Anleitung , wie das geht. BW | HIER WOHNTE ISRAEL STEINFELD GEBOREN 1889 DEPORTIERT 1942 AUSCHWITZ ERMORDET 15.5.1943        | Rasmus Rønnebergs gate 18 · | Israel Steinfeld wurde am 30. Mai 1889 in Jönköping, Schweden, geboren. Seine Eltern waren Moses Steinfeld (geboren 1853) und Gitte, geborene Gittelsen (geboren 1860). Er hatte zumindest einen Bruder. Als Steinfeld drei Jahre alt war, zog die Familie nach Trondheim, Norwegen. Steinfeld zog später nach Ålesund. Ab 1912 erhielt er eine militärische Ausbildung als Infanterist, er besuchte die Handelsschule und wurde Kaufmann. Er war Inhaber eines Geschäftes in der Kongensgate 26, wo er Kleidung und Haushaltswaren verkaufte. Des Weiteren war er aktiver Boxer und Turner sowie Trainer. Israel Steinfeld heiratete die aus Oslo stammende Lea Levin (geboren 1896). Das Paar hatte eine Tochter und einen Sohn, Reidun Rasche (geboren 1922) und Morten (geboren 1925). Am 15. Mai 1942 wurde Steinfeld verhaftet und zur Zwangsarbeit in Kvænangen eingeteilt. Am 22. November 1942 wurde er in das Gefangenenlager Grini in Bærum überstellt und am 26. November 1942 mit dem Schiff Monte Rosa deportiert. Israel Steinfeld wurde am 15. Mai 1943 im Vernichtungslager Auschwitz ermordet. Seine Frau und seine Kinder wurden am 23. Februar 1943 verhaftet, ebenfalls nach Auschwitz deportiert und dort am 3. März 1943 in einer Gaskammer ermordet. Der Journalist und Historiker Hans-Wilhelm Steinfeld ist sein Neffe. |
| Bild gesucht Der Benutzer GeorgDerReisende ( Diskussion ) wünscht sich an dieser Stelle ein Bild vom Ort mit diesen Koordinaten 62.471964 6.157401 . Motiv: Stolpersteine für Familie Steinfeld Falls du dabei helfen möchtest, erklärt die Anleitung , wie das geht. BW | HIER WOHNTE LEA STEINFELD GEB. LEVIN GEBOREN 1896 DEPORTIERT 1943 AUSCHWITZ ERMORDET 3.3.1943 | Rasmus Rønnebergs gate 18 · | Lea Steinfeld wurde 1896 in Oslo geboren. Ihre Eltern waren Leopold Levin (geboren 1851) und Henriette (geboren 1867 in Jönkönping). Sie hatte mehrere Geschwister und heiratete Israel Levin (geboren 1889 ebenfalls in Jönköping) Das Paar hatte zwei Kinder, Reidun Rasche (geboren 1922) und Morten (geboren 1925). Im Mai 1942 wurde Lea Steinfelds Ehemann verhaftet und nach Auschwitz deportiert. Sie suchte mit ihren Kindern nach Fluchtmöglichkeiten. Ein Kapitän, der nach England fuhr, war gewillt sie und die Kinder an Bord zu nehmen, doch konnte das Schiff nicht andocken. Lea Steinfeld und ihre Kinder versuchten, mit einem kleinen Boot zum Schiff zu gelangen, doch das Wetter war zu schlecht. Sie mussten umkehren und am Dock wurden sie bereits von der Polizei erwartet. Es folgten weitere Fluchtversuche, alle misslangen. Am 23. Februar 1943 wurden alle drei verhaftet und im Bredtveit-Gefängnis inhaftiert. Am 25. Februar 1943 erfolgte die Überstellung mit der MS Gotenland nach Stettin. Von dort wurden alle drei ins Vernichtungslager Auschwitz deportiert. Lea Steinfeld und ihre Kinder wurden direkt nach der Ankunft des Transportes in Auschwitz in einer Gaskammer ermordet. Ihr Ehemann wurde wenige Wochen später ebenfalls in Auschwitz ermordet. |
| Bild gesucht Der Benutzer GeorgDerReisende ( Diskussion ) wünscht sich an dieser Stelle ein Bild vom Ort mit diesen Koordinaten 62.471964 6.157401 . Motiv: Stolpersteine für Familie Steinfeld Falls du dabei helfen möchtest, erklärt die Anleitung , wie das geht. BW | HIER WOHNTE MORTEN STEINFELD GEBOREN 1925 DEPORTIERT 1943 AUSCHWITZ ERMORDET 3.3.1943         | Rasmus Rønnebergs gate 18 · | Morten Steinfeld wurde 1925 in Ålesund geboren. Seine Eltern waren Israel Steinfeld und Lea Steinfeld, geborene Levin. Er hatte eine ältere Schwester, Reidun Rasche. Steinfeld spielte Violine und wollte Medizin zu studieren. Im Mai 1942 wurde sein Vater verhaftet und deportiert. Im November 1942 hätte auch Morten Steinfeld verhaftet werden sollen, der damit beauftragte Polizist, Sigurd Refsnæs, alarmierte die Familie und zusammen mit einem Arzt, Dr. Rasmussen, wurde Morten Steinfeld stattdessen ins Krankenhaus gebracht, man wollte so die Verhaftung hinauszögern und einen Plan entwickeln, wie man ihn aus der Stadt schaffen könne. Die Diagnose lautete akute Appendizitis und sein Appendix wurde entfernt, die Operation aber nicht zu Ende geführt. In der Folge kam es zu Komplikationen, vor allem, was die Genesung von Steinfeld betraf, der nun physisch und psychisch litt, zumal deutsche Soldaten den Genesungsfortschritt überwachten, um die Verhaftung vollziehen zu können. Diese erfolgte schließlich am 23. Februar 1943, er wurde zusammen mit seiner Schwester im Bredtveit-Gefängnis inhaftiert und am 25. Februar mit der MS Gotenland nach Stettin überstellt. Von dort wurden sie ins Vernichtungslager Auschwitz deportiert. Morten Steinfeld wurde hier am 3. März 1943, Tag der Ankunft des Deportationszuges, von seiner Familie getrennt und in einer Gaskammer ermordet. Auch seine Mutter und seine Schwester wurden an diesem Tag ermordet. Sein Vater wurde wenigen Wochen später ebenfalls in Auschwitz ermordet. |
| Bild gesucht Der Benutzer GeorgDerReisende ( Diskussion ) wünscht sich an dieser Stelle ein Bild vom Ort mit diesen Koordinaten 62.471964 6.157401 . Motiv: Stolpersteine für Familie Steinfeld Falls du dabei helfen möchtest, erklärt die Anleitung , wie das geht. BW | HIER WOHNTE REIDUN RASCHE STEINFELD GEBOREN 1922 DEPORTIERT 1943 AUSCHWITZ ERMORDET 3.3.1943  | Rasmus Rønnebergs gate 18 · | Reidun Rasche Steinfeld wurde 1922 geboren. Ihre Eltern waren Israel Steinfeld und Lea Steinfeld, geborene Levin. Sie hatte einen jüngeren Bruder, Morten. Sie war musikalisch, spielte Klavier und wollte professionelle Pianistin werden. Ihr Vater wurde im Mai 1942 verhaftet und in der Folge nach Auschwitz deportiert. Reidun Rasche Steinfeld, ihre Mutter und ihr Bruder wurden, nach mehreren gescheiterten Fluchtversuchen, am 23. Februar 1943 festgenommen und im Bredtveit-Gefängnis inhaftiert. Am 25. Februar erfolgte die Überstellung aller drei Steinfelds mit der MS Gotenland nach Stettin und von dort wurden sie ins Vernichtungslager Auschwitz deportiert. Reidun Rasche Steinfeld, ihr Bruder und ihre Mutter wurden hier am 3. März 1943, wenige Stunden nach der Ankunft des Transportes, in einer Gaskammer ermordet Ihr Vater wurde wenige Wochen später ebenfalls in Auschwitz ermordet. |

## Verlegedaten
- 8. Juni 2016:  Ålesund, Molde
- 9. Juni 2016: Kristiansund
- 27. August 2017: Sunndal
- 7. Juni 2018: Volda